# Kreuzblättrige Wolfsmilch

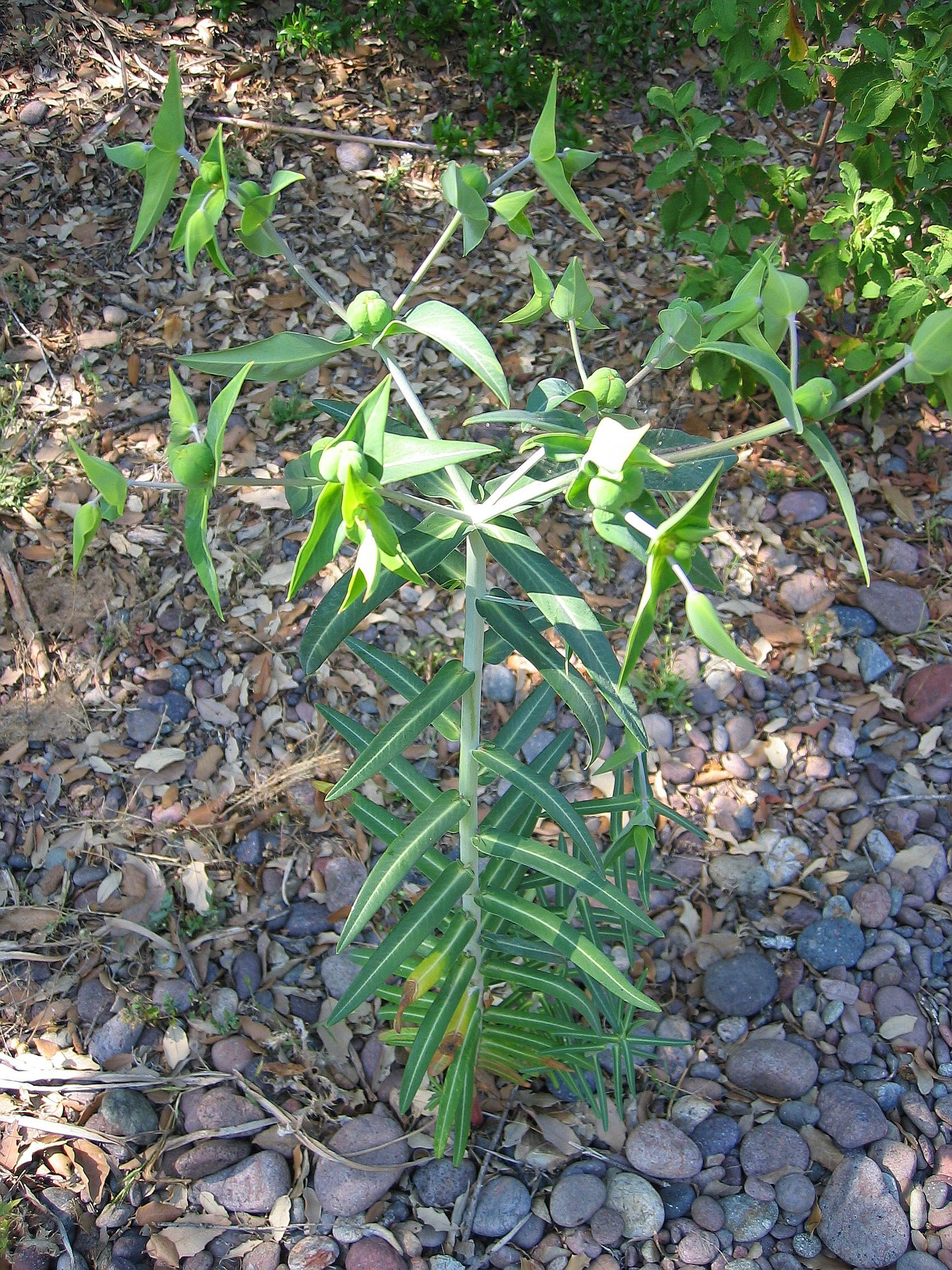
Ganze Pflanze

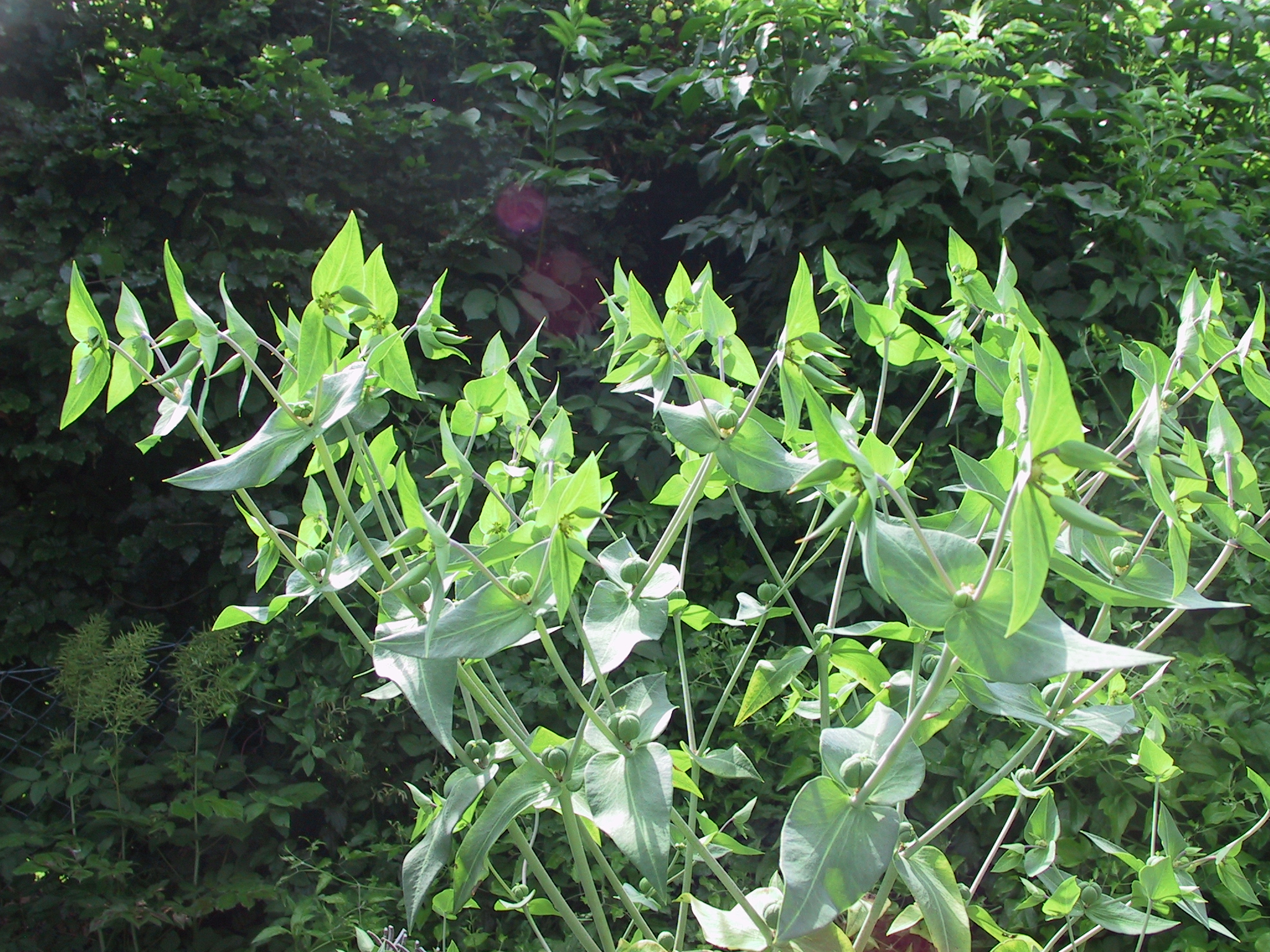
Pflanze mit Fruchtständen

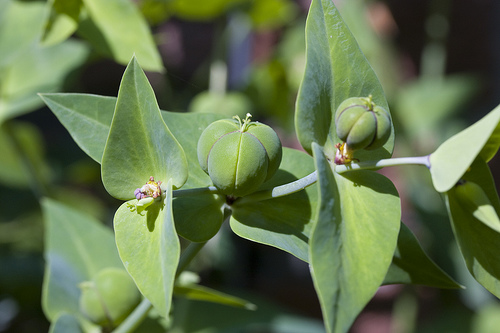
Fruchtstand

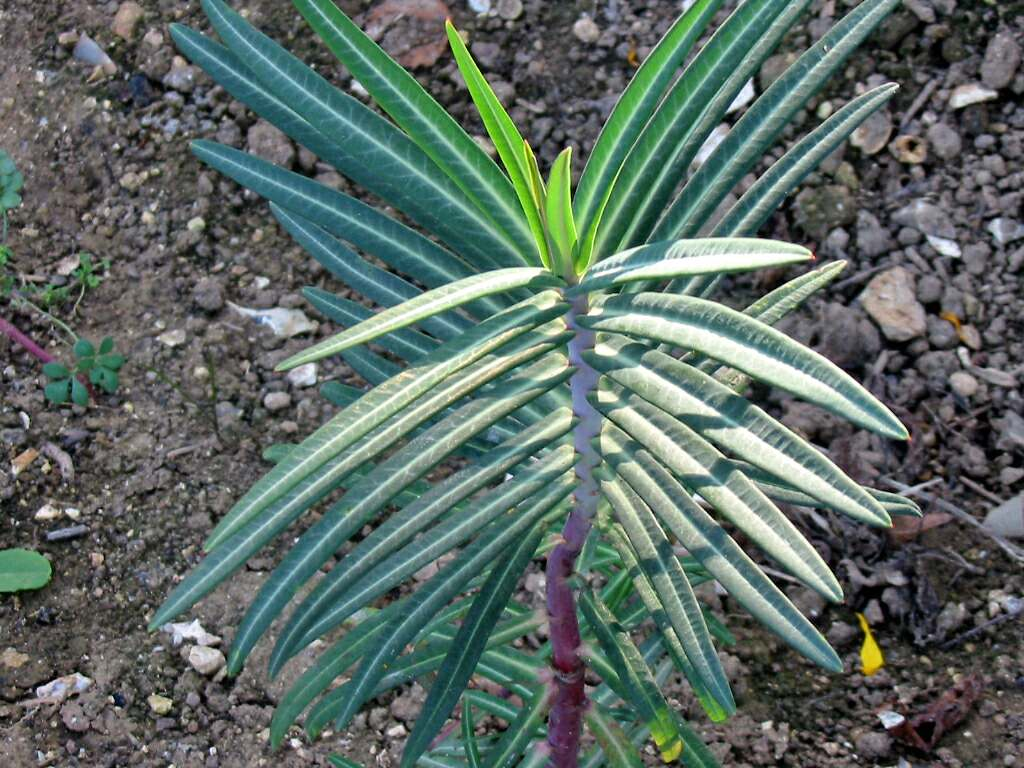
Heranwachsende Pflanze

Die Kreuzblättrige Wolfsmilch (Euphorbia lathyris), genannt auch Springwolfsmilch, ist eine Pflanzenart in der Gattung Wolfsmilch (Euphorbia) aus der Familie der Wolfsmilchgewächse (Euphorbiaceae).

## Namensgebung
Die Bedeutung des botanischen Namens ist nicht eindeutig. Möglicherweise nimmt lathyris Bezug auf die Giftigkeit der Pflanzen und die verursachten Vergiftungssymptome, wie sie auch durch einige Arten der Gattung der Platterbsen (Lathyrus) hervorgerufen werden. Der deutsche Name beschreibt die typisch kreuzgegenständige Blattstellung dieser Wolfsmilchart. Weitere deutsche Trivialnamen sind Hexenmilch, Teufelsmilch, Giftmilch, Spechtwurzel, Springkraut(-Wolfsmilch), Springwurz(el), Springwolfsmilch, Ruhrkraut, Vierzeilige Wolfsmilch, Scharfe Wolfsmilch, Brachwurz, Wühlmauswolfsmilch und Warzenkraut.
Lateinisch wurde die Pflanze auch als esula, insbesondere als esula maior („Große Wolfsmilch“) bezeichnet.

## Beschreibung
Die Kreuzblättrige Wolfsmilch ist eine immergrüne, zweijährige, krautige Pflanze, die Wuchshöhen von bis zu 1 m erreichen kann, meist jedoch kleiner bleibt. Üblicherweise ist der bis zu 2 cm dicke Stängel unverzweigt bzw. verzweigt nur nach einer Verletzung. Die ungestielten, kreuzweise gegenständigen Laubblätter sind am Grunde linealisch, bis 15 cm lang und weisen einen charakteristischen Mittelnerv auf. Weiter oben am Stängel werden die Blätter kürzer und dreieckig.
Im zweiten Lebensjahr wird über einem Wirtel aus vier Blättern ein endständiger Blütenstand, eine zwei- bis vierstrahlige Scheindolde gebildet. Die Hochblätter sind gelblich grün bis gelb. Die Nektardrüsen der Cyathien sind gelb bis (selten) purpurn, etwa halbkreisförmig und tragen außen zwei horn- bis keulenförmige Fortsätze mit meist verbreiterten Enden. Die glatten, dreikammerigen Kapselfrüchte haben einen Durchmesser von 8 bis 10 mm. Die abgeflacht eiförmigen, 4 bis 6 mm langen Samen tragen ein Anhängsel (Caruncula).
Die Blütezeit reicht je nach Standort von Juni bis August.
Die Chromosomenzahl beträgt 2n = 20.

## Ökologie
Die Kreuzblättrige Wolfsmilch ist zweijährig oder winterannuell. Ihre Erneuerungsknospen liegen trotz der krautigen Natur der Pflanze mehr als 50 cm über dem Boden, was eine seltene Ausnahme darstellt. Es liegen „Springfrüchte“ vor, die einer Selbstausbreitung als Austrocknungsstreuer unterliegen. Die Streuweite ist bis über 3 m. Die Art wird außerdem mit Gartenabfällen verschleppt. Die Samen enthalten 40–50 % fettes Öl. Der reichlich fließende Milchsaft enthält 8–12 % Kohlenwasserstoffe als Terpene.

## Giftigkeit
Die Kreuzblättrige Wolfsmilch ist giftig. Die Hauptwirkstoffe sind Ingenol und Ingenol-Ester. Ingenol und seine Derivate können auf der Haut Entzündungen mit Ödemen und Hyperplasien hervorrufen.

## Verbreitung
Diese Art stammt ursprünglich aus Asien (von Georgien über Iran und Kasachstan bis Tibet), ist aber im Mittelmeerraum schon lange eingebürgert. In Mitteleuropa ist sie häufig in Gärten anzutreffen und manchmal daraus auf Schuttplätzen verwildert. Nach R. Govaerts ist die Heimat das Gebiet zwischen Zentralasien und Pakistan.
Die ökologischen Zeigerwerte nach Landolt et al. 2010 sind in der Schweiz: Feuchtezahl F = 2+w (frisch aber mäßig wechselnd), Lichtzahl L = 3 (halbschattig), Reaktionszahl R = 4 (neutral bis basisch), Temperaturzahl T = 5 (sehr warm-kollin), Nährstoffzahl N = 3 (mäßig nährstoffarm bis mäßig nährstoffreich), Kontinentalitätszahl K = 2 (subozeanisch).

## Kultivierung und Verwendung
Die Pflanzen sind in der Regel zweijährig, mit einigen Formen und/oder an einigen Standorten manchmal auch einjährig. Als Zierpflanze ist die Kreuzblättrige Wolfsmilch vor allem wegen ihrer fraktalen Wuchsform beliebt. Die ihr nachgesagte Wirkung gegen Wühlmäuse ist bedingt zutreffend. Zumindest im engeren Umkreis von etwa 3 – 4 Meter Radius scheinen Wühlmäuse und auch Maulwürfe Abstand zu nehmen.
Früher wurden ihre Samen, wie die mehrerer weiterer Arten, als Abführmittel genutzt, führten jedoch in höherer Dosierung zu schweren Vergiftungen und manchmal sogar zum Tod. Mit dem Entzündungen hervorrufenden Milchsaft wurden früher auch Warzen und Hühneraugen behandelt.
Wegen des außergewöhnlich hohen Ölsäuregehalts ihrer Samen hat die Kreuzblättrige Wolfsmilch das Interesse der Oleochemie geweckt.

## Kulturgeschichte
Das Springkraut ist schon um 800 im Capitulare de villis  als lactoridas erwähnt und fand später in Klostergärten dauernde Aufnahme. Hieronymus Bock (1498–1554) nennt die Art auch schon Springkraut und berichtet: Sobald die Nüsslin dürr werden, springen sie mit einem Knall von der Sonnenhitz auff, als die Schotten an den Pfrimmen.
Die wie andere Wolfsmilcharten früher auch lateinisch als esula bezeichnete sukkulente Pflanze, deren Wurzel, Milchsaft (in getrockneter Form Euphorbium genannt) und Samen medizinisch vor allem als Abführmittel verwendet wurden, trug auch die Bezeichnung cataputia bzw. cataputia minor und „Maulwurfskraut“ sowie „Bauernrhabarber“.
Die sogenannte Springwurzel (Wurzel der auch Titimallus und Catapucia genannten Springwurz) wurde in der Vergangenheit nicht nur als Heilpflanze, sondern auch als Zauberpflanze für magische Zwecke eingesetzt. Mit ihrer Hilfe könne man dem Volksglauben nach verborgene Schätze finden und Türen öffnen. Wilhelm von Grumbach, der dem Übernatürlichen zugeneigt war, nutzte diese verlockende Eigenschaft, um sich die Gefolgschaft Herzog Johann Friedrichs von Sachsen zu sichern. Während der Jenaer Christnachttragödie wurde eine schatzhütende Weiße Frau mit Hilfe einer Springwurzel und Dr. Faustus’ Zauberbuch „Höllenzwang“ beschworen. Im Handwörterbuch des deutschen Aberglaubens heißt es, dass geweihtes Brot, Rabenstein und Springwurzel einem Gefangenen zur Freiheit verhelfen konnten. Wolfsmilch gehörte angeblich zu den Ingredienzien sogenannter Hexensalben.
Georg Friedrich Krich beschäftigte sich 1857 mit dem Öl der Pflanze in seiner Dissertation Experimenta quaedam pharmacologica de oleis Ricini, Crotonis et Euphorbiae Lathyridis (Einige pharmakologische Experimente über das Ricinusöl, das Crotonöl und das Öl der Kreuzblättrigen Wolfsmilch). Dies ist wissenschaftshistorisch interessant, da die Arbeit direkt auf Rudolf Buchheims Arbeit beruht, der die Pharmakologie als Fach sui generis erst geschaffen hat.
Die Wolfsmilch ist eine der Zutaten in der Ballade von den Lästerzungen von Paul Zech, die durch die Lesung Klaus Kinskis bekannt ist und eine Vertonung von Umbra et Imago erfahren hat.